# Aleks Ławniczak
Aleks Ławniczak (Poznań, 5 maggio 1999) è un calciatore polacco, difensore dello Zagłębie Lubin.

## Caratteristiche tecniche
È un difensore centrale. Possiede un buon fisico che lo rende pericoloso sui calci piazzati. 

## Carriera

### Club
Nato a Poznań, cresce in una delle principali squadre della città, il Warta. Con gi zieloni compie tutta la trafila delle giovanili, arrivando sino alla squadra Under-19.
Durante la stagione 2018-2019 passa in prestito alla squadra riserve del Miedź Legnica, militante in III liga, quarto livello del calcio polacco. Esordisce con la nuova maglia il 18 agosto 2018, nella vittoria esterna contro il Lechia Dzierzoniow, disputando gli ultimi quattro minuti della gara. Durante la stagione si mette in luce con delle buone prestazioni, che convincono il Warta a richiamarlo alla base per la stagione 2019-2020, dove gli zieloni saranno impegnati in I liga. 
Dopo essere rimasto in panchina nelle prime sette giornate, il 14 settembre 2019 esordisce da titolare nel match pareggiato 1-1 contro il Nieciecza, disputando tutti e novanta i minuti di gioco. Da quel momento diventa titolare quasi inamovibile del Warta, che rinuncia a lui solo in rare occasioni. Il 10 luglio 2020, nella trasferta di Sosnowiec, realizza il suo primo gol con la maglia del Warta, insaccando di testa un cross di Jakub Kiełb. Gioca da titolare sia la semifinale sia la finale dei play-off, diventando uno degli artefici della storica promozione del Warta in Ekstraklasa dopo venticinque anni.
Debutta nella massima serie polacca il 23 agosto 2020, giocando da titolare contro il Lechia Gdańsk all'esordio in campionato. Il 25 settembre successivo, sempre di testa, realizza il suo primo gol in Ekstraklasa nonché la prima rete in assoluto del Warta nel massimo campionato. Grazie alle sue prestazioni viene candidato per il premio di giovane del mese di ottobre dalla lega, premio che alla fine andrà a Adrian Gryszkiewicz.

### Nazionale
Viene convocato da Jacek Magiera con la Nazionale Under-20 per i match di Elite League contro Germania e Olanda. In entrambe, tuttavia, resta in panchina. 

## Statistiche

### Presenze e reti nei club
Statistiche aggiornate al 18 dicembre 2021.
| Stagione        | Squadra          | Campionato      | Campionato | Campionato | Coppe nazionali | Coppe nazionali | Coppe nazionali | Coppe continentali | Coppe continentali | Coppe continentali | Altre coppe | Altre coppe | Altre coppe | Totale | Totale |
| Stagione        | Squadra          | Comp            | Pres       | Reti       | Comp            | Pres            | Reti            | Comp               | Pres               | Reti               | Comp        | Pres        | Reti        | Pres   | Reti   |
| --------------- | ---------------- | --------------- | ---------- | ---------- | --------------- | --------------- | --------------- | ------------------ | ------------------ | ------------------ | ----------- | ----------- | ----------- | ------ | ------ |
| 2018-2019       | Miedź Legnica II | 3L              | 29         | 1          | PP              | 0               | 0               | -                  | -                  | -                  | -           | -           | -           | 29     | 1      |
| 2019-2020       | Warta Poznań     | 1L              | 23         | 1          | PP              | 1               | 0               | -                  | -                  | -                  | -           | -           | -           | 24     | 1      |
| 2020-2021       | Warta Poznań     | E               | 23         | 1          | PP              | 1               | 0               | -                  | -                  | -                  | -           | -           | -           | 24     | 1      |
| 2021-2022       | Warta Poznań     | E               | 12         | 0          | PP              | 1               | 0               | -                  | -                  | -                  | -           | -           | -           | 13     | 0      |
| Totale carriera | Totale carriera  | Totale carriera | 87         | 3          |                 | 3               | 0               |                    | -                  | -                  |             | -           | -           | 90     | 3      |